# Meredith Webber
Meredith Webber est un écrivain australien d'une cinquantaine de romances sérielles contemporaines. La plupart de ses œuvres ont été publiées dans la série médicale de Mills and Boon. Ses romans sont traduits dans une douzaine de langues, y compris l'islandais.

## Biographie
Avant de devenir romancière, Webber travaille en tant qu'enseignante, employée d'agence de voyages, agricultrice dans une porcherie et coordinatrice chez un prestataire de services. En 1992, elle commence à écrire des romans d'amour se déroulant dans un univers médical. Elle s'accorde deux ans pour être publiée et dès la première année elle vend un roman. Depuis lors, elle donne des cours d'écriture de romans d'amour dans un Technical and Further Education College (TAFE), ce qui lui permet d'étudier son propre travail.

## Œuvre

### Romans divers
- Le rêve secret de Leith Robinson, Harlequin, 1995 ((en) Healing Love, 1994)Publié dans la collection Blanche
- Un message dans la nuit, Harlequin, 1995 ((en) Whisper in the Heart, 1994)Publié dans la collection Blanche
- L'impossible Dr Ballantyne, Harlequin ((en) A Different Destiny, 1994)Publié dans la collection Blanche
- Le défi du Dr Armitage, Harlequin ((en) A Testing Time, 1994)Publié dans la collection Blanche
- La mission du Dr Delano, Harlequin ((en) A Subtle Magic, 1995)Publié dans la collection Blanche
- Infirmière sans frontières, Harlequin ((en) Unruly Heart, 1995)Publié dans la collection Blanche
- Mission au cœur de l'Himalaya, Harlequin ((en) Practice in the Clouds, 1995)Publié dans la collection Blanche
- Ne partez pas, docteur Fletcher !, Harlequin ((en) Flight into Love, 1996)Publié dans la collection Blanche
- Un amour inachevé, Harlequin, 1996 ((en) Courting Dr. Groves, 1996)Publié dans la collection Blanche
- L'élixir du Dr Gordon, Harlequin ((en) A Father for Christmas, 1997)Publié dans la collection Blanche
- Le sacrifice du Dr Cartwright, Harlequin ((en) To Dr Cartwright, a Daughter, 1998)Publié dans la collection Blanche
- Idylle à Gold Creek, Harlequin ((en) Wedding at Gold Creek, 1998)Publié dans la collection Blanche
- La nuit de tous les bonheurs, Harlequin, 1998 ((en) Miracles and Marriage, 1998)Publié dans la collection Blanche
- Presque un miracle, Harlequin, 1999 ((en) One of the Family, 1999)Publié dans la collection Blanche
- Piège pour un médecin célibataire, Harlequin ((en) Heart-throb, 1999)Publié dans la collection Blanche
- Un divorce presque parfait, Harlequin, 2000 ((en) A Hugs-and-kisses Family, 1999)Publié dans la collection Blanche
- Duo de choc, Harlequin ((en) Heart's Command, 2000)Publié dans la collection Blanche
- Une parfaite thérapie, Harlequin ((en) A Winter Bride, 2000)Publié dans la collection Blanche
- Le prince et l'infirmière, Harlequin, 2000 ((en) An Enticing Proposal, 2000)Publié dans la collection Blanche
- Un merveilleux présent, Harlequin ((en) Baubles, Bells and Bootees, 2000)Publié dans la collection Blanche
- La vie mouvementée d'un médecin, Harlequin ((en) Redeeming Dr. Hammond, 2004)Publié dans la collection Blanche
- Surveillance rapprochée, Harlequin, 2002 ((en) The Temptation Test, 2001)Publié dans la collection Blanche
- Un cadeau très précieux, Harlequin, 2001 ((en) A Very Precious Gift, 2001)Publié dans la collection Blanche
- Une complication inattendue, Harlequin, 2003 ((en) Christmas Knight, 2002)Publié dans la collection Blanche
- Tempête au centre médical Trent, Harlequin, 2002 ((en) The Marriage Gamble, 2002)Publié dans la collection Blanche
- Complications à l'hôpital de Lakelands, Harlequin, 2003 ((en) The Pregnancy Proposition, 2003)Publié dans la collection Blanche
- Seconde chance pour un chirurgien, Harlequin, 2003 ((en) The Surgeon's Second Chance, 2003)Publié dans la collection Blanche
- Un miracle pour Noël, Harlequin ((en) A Doctor's Christmas Family, 2004)Publié dans la collection Blanche
- Le difficile métier du Dr Hilary Green, Harlequin ((en) Doctors in Flight, 2004)Publié dans la collection Blanche
- Médecin sous surveillance, Harlequin ((en) Doctor and Protector, 2004)Publié dans la collection Blanche
- Médecins sous les Tropiques, Harlequin ((en) Doctors in Paradise, 2004)Publié dans la collection Blanche
- Le plus beau rêve du docteur Atwood, Harlequin ((en) The Children's Heart Surgeon, 2005)Publié dans la collection Blanche
- Le médecin du docteur Kidcare, Harlequin ((en) The Greek Doctor's Rescue, 2005)Publié dans la collection Blanche
- La demande en mariage d'un chirurgien, Harlequin ((en) The Heart Surgeon's Proposal, 2005)Publié dans la collection Blanche
- Le chirurgien italien, Harlequin ((en) The Italian Surgeon, 2005)Publié dans la collection Blanche
- Le retour du Dr MacLaren, Harlequin, 2005 ((en) Coming Home for Christmas, 2005)Publié dans la collection Blanche
- Le vœu du Dr Warren, Harlequin, 2006 ((en) Sheikh Surgeon, 2005)Publié dans la collection Blanche
- Une tendre victoire, Harlequin, 2006 ((en) Bride at Bay Hospital, 2006)Publié dans la collection Blanche
- Une surprise pour le Dr Gibson, Harlequin, 2006 ((en) Father By Christmas, 2006)Publié dans la collection Blanche
- La méprise d'un médecin, Harlequin, 2006 ((en) The Spanish Doctor's Convenient Bride, 2006)Publié dans la collection Blanche
- Le coup de foudre du docteur MacGregor, Harlequin, 2006 ((en) The Doctor's Marriage Wish, 2006)Publié dans la collection Blanche
- Une ombre sur le passé, Harlequin, 2007 ((en) His Runaway Nurse, 2007)Publié dans la collection Blanche
- Le rêve d'une infirmière, Harlequin, 2007 ((en) Nurse He's Been Waiting for, 2007)Publié dans la collection Blanche
- Une infirmière à aimer, Harlequin, 2007 ((en) A Pregnant Nurse's Christmas Wish, 2007)Publié dans la collection Blanche
- Le médecin du désert, Harlequin, 2008 ((en) Desert doctor, Secret Sheikh)Publié dans la collection Blanche
- Le bébé du cheikh, Harlequin, 2008 ((en) The Sheikh Surgeon's Baby)Publié dans la collection Blanche

### Série Équipe d'urgence
1. Équipe d'urgence n°1, Harlequin ((en) Wings of Duty, 1996)Publié dans la collection Blanche
2. Équipe d'urgence n°2, Harlequin ((en) Wings of Passion, 1996)Publié dans la collection Blanche
3. Équipe d'urgence n°3, Harlequin ((en) Wings of Care, 1997)Publié dans la collection Blanche
4. Équipe d'urgence n°4, Harlequin ((en) Wings of Spirit, 1997)Publié dans la collection Blanche
5. Équipe d'urgence n°5, Harlequin ((en) Wings of Devotion, 1997)Publié dans la collection Blanche
6. Équipe d'urgence n°6, Harlequin ((en) Wings of Love, 1997)Publié dans la collection Blanche

### Série Dr Sarah Kemp
1. Le destin du Dr Sarah Gilmour, Harlequin, 2001 ((en) Marry Me, 2000)Publié dans la collection Blanche
2. Un cas de coup de foudre, Harlequin, 2001 ((en) Love Me, 2000)Publié dans la collection Blanche
3. L'hôpital du soupçon, Harlequin ((en) Trust Me, 2000)Publié dans la collection Blanche
4. Un médecin face à son destin, Harlequin, 2002 ((en) Her Dr.Wright, 2002)Publié dans la collection Blanche
5. Alerte aux urgences, Harlequin, 2002 ((en) A Woman Worth Waiting for, 2002)Publié dans la collection Blanche

### Série Hôpital du parc
- Les projets du Pr Alexander, Harlequin, 2001 ((en) Wedding Bells, 2000)Publié dans la collection Blanche

### Série Un médecin australien
1. L'erreur du Dr Hudson, Harlequin ((en) Claimed : One Wife, 2001)Publié dans la collection Blanche
2. Dangereuse amnésie, Harlequin, 2001 ((en) Found : One Husband, 2001)Publié dans la collection Blanche

### Série Outback
- Un tandem de choc, Harlequin, 2004 ((en) Outback Marriage, 2003)Publié dans la collection Blanche
- Les incertitudes du Dr Clarke, Harlequin, 2004 ((en) Outback Encounter, 2003)Publié dans la collection Blanche
- La fausse fiancée du Dr Flemming, Harlequin, 2004 ((en) Outback Engagement, 2003)Publié dans la collection Blanche

### Série Hôpital Westside
1. Le mariage du Dr Gabi Graham, Harlequin, 2003 ((en) Dr. Graham's Marriage, 2002)Publié dans la collection Blanche
2. La chance aux sentiments, Harlequin, 2003 ((en) Dear Doctor, 2002)Publié dans la collection Blanche
3. L'amour en récompense, Harlequin, 2003 ((en) The Doctor's Destiny, 2003)Publié dans la collection Blanche
4. Daisy et le médecin, Harlequin, 2003 ((en) Daisy and the Doctor, 2003)Publié dans la collection Blanche